# Ulica Gwarna w Poznaniu

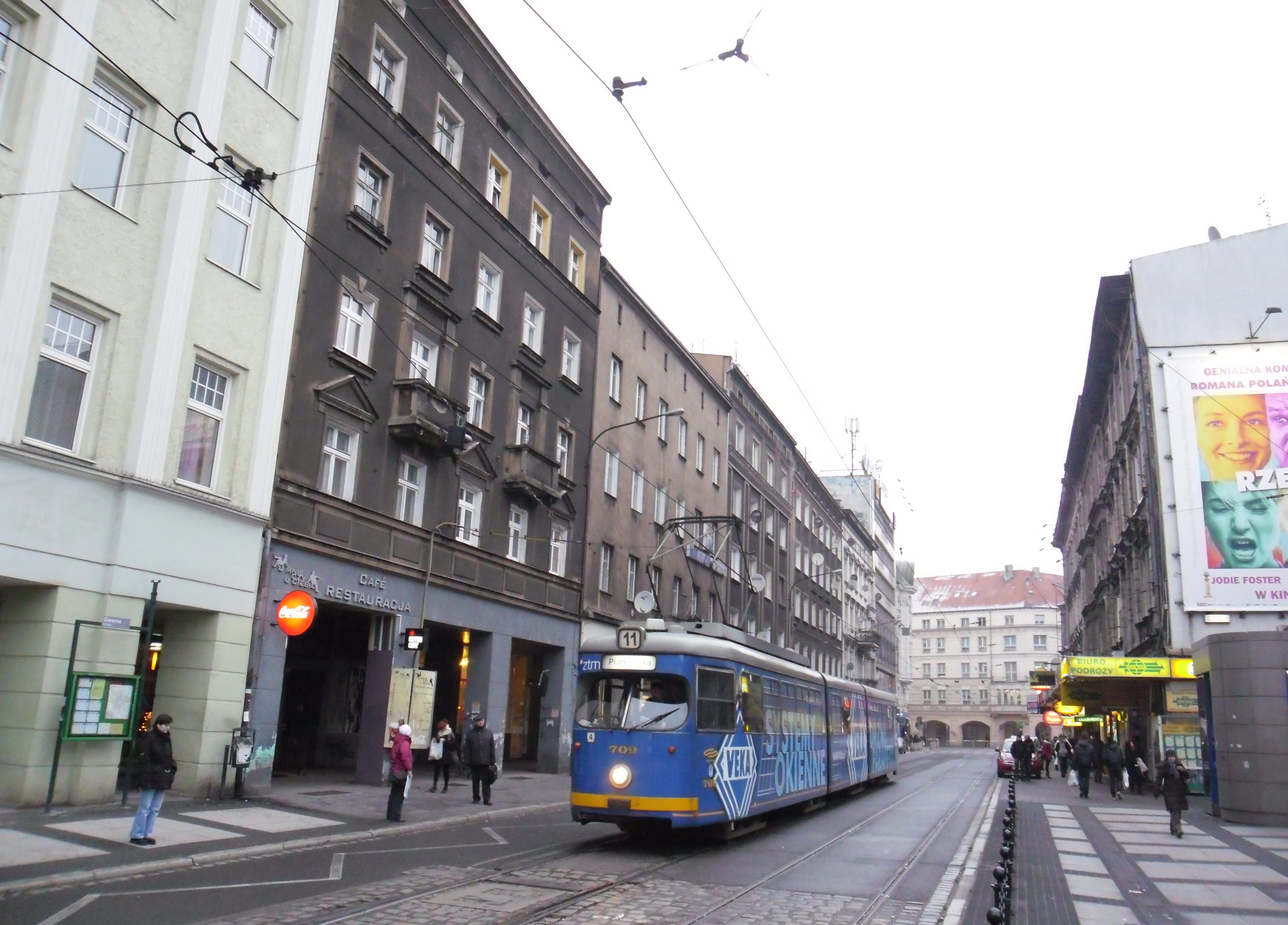
Tramwaj typu GT8 na przystanku Gwarna (2011)

Ulica Gwarna (dawniej: Młyńska, Górna Młyńska, Cesarzowej Wiktorii, Bronisława Pierackiego, Seweryna Mielżyńskiego oraz Alfreda Lampego) – ulica w centrum Poznania (na osi północ-południe), stanowiąca łącznik handlowo-usługowy pomiędzy głównymi arteriami tego rejonu: Świętym Marcinem i ul. 27 Grudnia. Powstała w połowie XIX wieku. Nazwę wywodzi od swojego ruchliwego, gwarnego charakteru. Jest jednym z najczęściej zmieniających nazwę poznańskich traktów.

## Funkcja i forma
Przy ulicy dominuje funkcja handlowa i gastronomiczna, a poszczególne lokale przy zachodniej pierzei mieszczą się w charakterystycznych podcieniach (na prawie całej długości traktu).

## Zabytki
Do rejestru zabytków wpisane są kamienice pod numerami: 3, 5, 6, 7, 8, 9, 10, 11 i 13, pochodzące w większości z końca XIX wieku. Część z nich została przebudowana w latach 50. XX wieku. Ciąg kamienic położonych przy wschodniej pierzei zaprojektował Gustav Schultz, a wzniesiono je w 2. połowie lat 60. XIX wieku. Bardzo bogato zdobione elewacje nawiązują do form renesansu włoskiego i manieryzmu. Jako dekorację zastosowano m.in. liście akantu, głowę Meduzy, uskrzydlone lwy i łabędzie. Częściowo zachowało się wyposażenie wnętrz i klatek schodowych.

## Opisane obiekty
Od północy:
- modernistyczny Dom Książki,
- hotel Lech,
- restauracja Sphinx,
- Domy Towarowe Alfa,
- Polski Bank Komisowy – siedziba przy ul. Gwarnej 19 znajdowała się do 1922.

## Komunikacja
W ciągu ulicy Gwarnej znajduje się dwutorowa trasa tramwajowa i przystanek Gwarna, który jako pierwszy w Poznaniu został przebudowany na przystanek wiedeński. W przeszłości na przystanku Gwarna zatrzymywały się także autobusy pospiesznej linii A, zlikwidowanej w 2012 roku. 15 listopada 2021 roku, z uwagi na rozpoczęcie realizacji kolejnego etapu Projektu Centrum, torowisko zostało całkowicie wyłączone z ruchu liniowego. Ruch tramwajowy został wznowiony pod koniec 2023 roku.